# Jemadia hewitsonii
Espèce
Jemadia hewitsonii est une espèce de lépidoptères de la famille des Hesperiidae, de la sous-famille des Pyrginae et de la tribu des Pyrrhopygini.

## Dénomination
Jemadia hewitsonii a été nommé par Paul Mabille en 1878 sous le nom initial de Pyrrhopyga polyzona.

### Nom vernaculaire
Jemadia hewitsonii se nomme Hewitson's Sabre-wing en anglais.

### Sous-espèces
- Jemadia hewitsonii hewitsonii; présent au Brésil et en Guyane
- Jemadia hewitsonii albescens Röber, 1925; présent en Équateur
- Jemadia hewitsonii ovid Evans, 1951; présent en Équateur

## Description
Jemadia hewitsonii est un papillon d'une envergure d'environ 35 mm, au corps trapu au thorax rayé noir et blanc en long et à l'abdomen rayé en cercle. 
Les ailes sont de couleur bleue rayées de bandes blanches.
Le revers est semblable.

## Écologie et distribution
Jemadia hewitsonii est présent à Panama, au Venezuela, en Colombie, en Équateur, au Pérou, au Brésil et en Guyane,.

### Biotope
Jemadia hewitsonii réside dans la forêt primaire en dessous de 900 m,.

### Protection
Pas de statut de protection particulier.